# Rake (telessérie)
Rake é uma série de televisão australiana, produzida pela Essential Media and Entertainment, que foi ao ar pelo canal ABC1 em 2010. É estrelada por Richard Roxburgh como o libertino Cleaver Greene, um brilhante mas auto-destrutivo advodado de Sydney. A rede Fox nos EUA encomendou uma versão americana de Rake , estrelada por Greg Kinnear como o personagem principal, rebatizado com o novo titulo de Keegan Deane para o público americano. No Brasil a série estreou no dia 8 de fevereiro de 2012 as 20 horas e 30 minutos no canal +Globosat

## Transmissão
A série foi ao ar nos Estados Unidos na DirecTV pelo canal Audience Network. A segunda temporada começou no dia 6 de setembro de 2012. A ABC1 também renovou a série para uma terceira temporada. Cada episódio envolve Greene a defender um cliente diferente (geralmente culpado).

## Recepção da crítica
Em sua primeira temporada, Rake teve recepção geralmente favorável por parte da crítica especializada. Com base de 33 avaliações profissionais, alcançou uma pontuação de 62% no Metacritic. Por votos dos usuários do site, atinge uma nota de 6.8, usada para avaliar a recepção do público.